# Dobersdorf
Dobersdorf là một đô thị thuộc huyện Plön, trong bang Schleswig-Holstein, nước Đức. Đô thị Dobersdorf có diện tích 21,91 km², dân số thời điểm 31 tháng 12 năm 2006 là 1195 người.